# Proxima Centauri

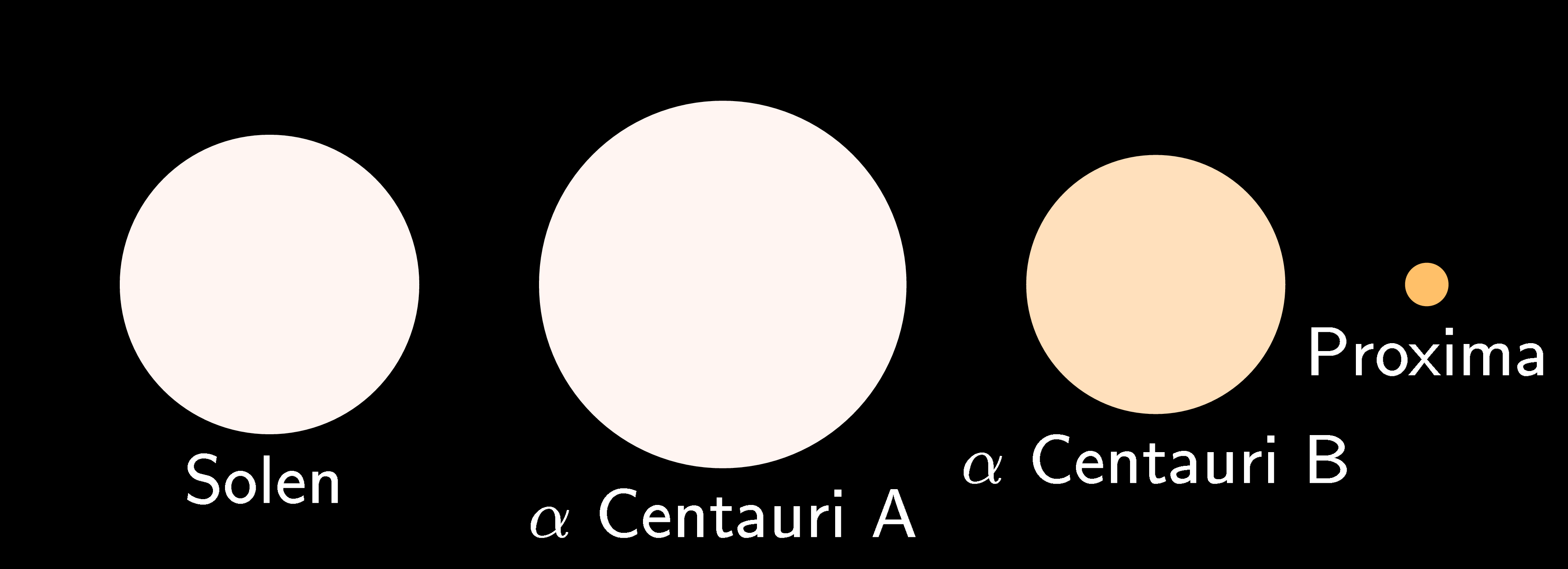
Proxima Centauri i storleksjämförelse med solen och Alfa Centauri A och B.

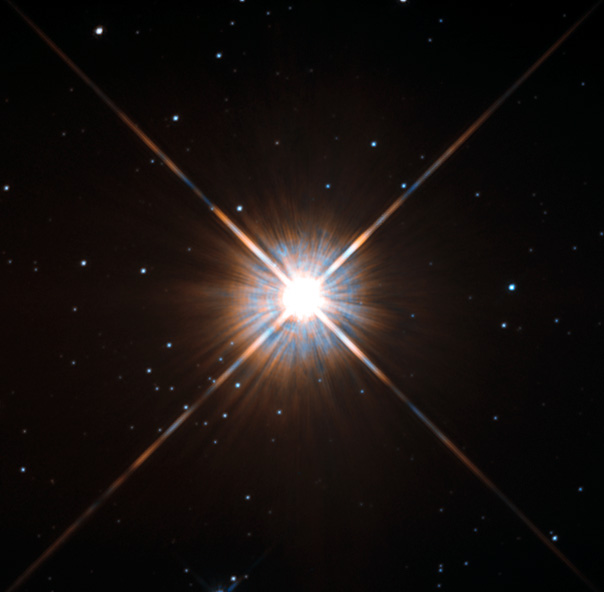
Proxima Centauri fotograferad 2013 av Rymdteleskopet Hubble.

Proxima Centauri (Latinets proxima = "närmast") är den stjärna som ligger närmast solen. Den tillhör stjärnbilden Kentauren och trippelstjärnsystemet Alfa Centauri, där den kretsar runt dubbelstjärnan Alfa Centauri med en omloppstid på omkring 550 000 år. Den låga skenbara magnituden på +11,05 gör att stjärnan endast syns i teleskop.

## Inledning
Proxima Centauri är en röd dvärgstjärna, det vill säga en relativt liten och "sval" stjärna med en yttemperatur på 3042 ± 117 K, hälften av solens yttemperatur. Diametern är cirka en sjundedel av solens. Som jämförelse motsvarar det cirka 1,5 gånger Jupiters diameter. Stjärnans massa är cirka en åttondel av solens. Det är cirka 129 gånger Jupiters massa. 

## Avstånd till stjärnan
Proxima Centauri befinner sig cirka 4,24 ljusår från jorden, eller 268 000 gånger längre bort än solen. Stjärnan ligger i en bana runt dubbelstjärnorna Alfa Centauri A och Alfa Centauri B. Proxima Centauri har varit den stjärna som är närmast solen de senaste 32 000 åren, och den kommer att fortsätta vara det i cirka 25 000 år till. Därefter kommer omväxlande Alfa Centauri A och Alfa Centauri B att vara närmast vår sol, med cirka 40 år mellan skiftena. Detta förhållande kommer att råda i cirka 57 000 år, därefter kommer Proxima Centauri återigen bli solens närmaste granne.

## Upptäckt och vidare observationer
Proxima Centauri upptäcktes 1915 av den skotske astronomen Robert T.A. Innes, som var chef för Union Observatory i Johannesburg i Sydafrika. Stjärnan visade sig ha samma egenrörelse som Alfa Centauri.
År 1917 genomförde den holländske astronomen Joan Voûte observationer vid Royal Observatory på Godahoppsudden. Han mätte upp stjärnans trigonometriska parallax till 0,755 ± 0,028" och fastställde att Proxima Centauri hade ungefär samma avstånd från solen som Alfa Centauri. Proxima Centauri visade sig också vara den ljussvagaste stjärna som man kände till vid den tiden. En lika noggrann parallaxuppmätning genomfördes 1928 av amerikanske astronomen Harold Alden, vilket bekräftade Innes uppfattning att denna stjärna ligger närmare, med en parallax på 0,783 ± 0,005".
År 1951 kungjorde den amerikanske astronomen Harlow Shapley, att Proxima Centauri är en flarestjärna. Undersökning av tidigare fotografiska arkiv påvisade att stjärnan hade en mätbart högre magnitud på cirka 8% av bilderna, vilket innebar att Proxima Centauri var den mest aktiva flarestjärna man då kände till.

## Planeter
Om en massiv planet skulle kretsa runt Proxima Centauri, skulle stjärnan förskjutas lite grann varje gång planeten fullbordade ett omlopp. Om planetens banplan inte är vinkelrätt mot siktlinjen från jorden, kommer denna förskjutning orsaka periodiska förändringar i Proxima Centauris radialhastighet. Ett flertal mätningar har gjorts av stjärnans radialhastighet och man har inte upptäckt några regelbundna förskjutningar i stjärnans rörelse. Detta har sänkt den maximala massa som en möjlig följeslagare till Proxima Centauri kan tänkas ha. På grund av stjärnans aktivitetsnivå får man brus i mätningarna av radialhastighet och detta begränsar möjligheterna att hitta planeter med denna metod.
En finländsk forskare har upptäckt en planet i den beboeliga zonen, och fyndet har styrkts av en internationell forskargrupp. Förutsättningarna för vatten på planeten är goda. Den har fått namnet Proxima Centauri b, och är något större än jorden.
Upptäckten av en potentiell ytterligare planet tillkännagavs i april 2019 i en konferens i Kalifornien av forskarna Mario Damasso och Fabio Del Sordo. Ytterligare observationer krävs för att kunna bekräfta dess befintlighet. Men trots det har planetens massa uppskattats vara minst sex gånger så stort som jordens, samt dess avstånd från stjärnan vara 1,5 au. Skulle planeten tillhöra stjärnan skulle dess omloppstid troligen vara på 1 936 dygn.